# Észtország budapesti követeinek és nagyköveteinek listája
Magyarország 1921. február 24-én elismerte Észtország függetlenségét, az első követ feltehetően Aleksander Hellat – későbbi észt külügyminiszter – lehetett, akit azonban 1923-ban külügyminiszterré neveztek ki, így megbízólevelét visszavonta majd két évvel később ugyanő lett az észt követ, ám az 1925 előtti időszak nincs pontosan dokumentálva. Hellat még varsói követként volt akkreditálva Magyarországon, utóda, Karl Tofer már Rómából intézte országa Magyarországgal kapcsolatos ügyeit. Tényleges budapesti követség csak 1935-ben (feltehetően május első napjaiban) nyílt, és két éven át betöltetlen maradt a követi poszt.
A rendszerváltást követően évekig a bécsi észt nagykövet volt akkreditálva Magyarországra, s noha 1999 júliusában megnyílt a budapesti észt nagykövetség, csak 2006-ban nevezték ki az első olyan észt nagykövetet, aki Budapesten teljesítette szolgálatát. A magyar fél 2014-ben bezárta tallini nagykövetségét, így az észtek is visszavonták diplomatájukat, és 2018-ig a mindenkori osztrák követük volt akkreditálva Magyarországon. 2018-ban a képviseleteket kölcsönösen újranyitotta a két ország.
A legtöbb esetben csak a megbízólevél átnyújtásáról maradtak fenn hírek, a kinevezés és a megbízatás megszűntének dátumáról nincs pontos adat. Az 1930-as évekig a követek nevét lefordították magyarra vagy angolra, így hivatkoztak rájuk a lapok – ezeket a neveket zárójelben közöljük.

## A diplomáciai misszió vezetői
| kinevezés | megbízólevél       | visszahívás          | név                               | rang          |
| --------- | ------------------ | -------------------- | --------------------------------- | ------------- |
| 1921      | 1921               | 1923                 | Aleksander Hellat (Hellat Sándor) | követ, Varsó  |
| 1925      | 1925. június 24.   | 1927?                | Aleksander Hellat (Hellat Sándor) | követ, Varsó  |
| 1928      | 1928. március 14.  | 1931. július 1.      | Karl Tofer (Tofer Károly)         | követ, Róma   |
| 1931      | 1931. július 1.    | 1933?                | Karl Menning (Charles Menning)    | követ, Berlin |
| 1937      | 1937. május 24.    | 1939?                | Johan Leppik                      | követ         |
| 1939      | 1939. december 14. | 1940. szeptember 21. | Johannes Markus                   | követ         |

1940-től 1991-ig Észtország szovjet megszállás alatt állt, önálló követsége nem volt.
| kinevezés          | megbízólevél        | visszahívás          | név              | rang                                                      |
| ------------------ | ------------------- | -------------------- | ---------------- | --------------------------------------------------------- |
| 1995               | 1995. március 28.   | 1999?                | Toivo Tasa       | nagykövet, Bécs                                           |
| 1999               | 1999. április 20.   | 2001                 | Mart Laanemäe    | nagykövet, Bécs                                           |
| 2001               | 2001. december 13.  | 2006                 | Toivo Tasa       | nagykövet, Bécs                                           |
| 2006               | 2006. augusztus 18. | 2010                 | Miko Haljas      | nagykövet                                                 |
| 2010               | 2010. augusztus 18. | 2014. szeptember 30. | Priit Pallum     | nagykövet                                                 |
| 2015 október 9.    | n/a                 | 2015?                | Eve-Külli Kala   | nagykövet, Bécs                                           |
| 2015?              | 2016. március 2.    | 2018                 | Rein Oidekivi    | nagykövet, Bécs                                           |
| 2018. augusztus 7. | 2018. október 3.    | 2022?                | Kristi Karelsohn | nagykövet (2018-ban újranyitották az észt nagykövetséget) |
| 2022?              | 2022.augusztus 17.  | hivatalban           | Raul Toomas      | nagykövet                                                 |